# Paul Périer
Paul Périer né le 20 juin 1975 à Paris est un acteur français.

## Biographie
Il est le fils de Jean-Marie Périer et le petit-fils de François Périer et d'Henri Salvador et aussi le frère de l'animateur radio et de télévision Arthur Pillu-Périer et de Lola Pillu-Périer.

## Filmographie

### Cinéma
- 2002 : La Bande du drugstore, de François Armanet (Rôle : Le frimeur du Relais)
- 2002 : Femme fatale, de Brian De Palma (Rôle : Le prisonnier sorti)
- 2012 : Cloclo, de Florent Emilio Siri (Rôle : Jean-Marie Périer)

### Télévision

#### Série télévisée
- 2004 : Les Monos : La Loi du plus fort, de Dennis Berry

## Théâtre
- 2001 : Antoine et Cléopâtre, mise en scène par M. Bouglione, au Théâtre Le Ranelagh